# Namoneas
Le Isole Namoneas (a volte Nomoneas), sono un gruppo di isole appartenenti allo Stato federale di Chuuk, uno degli Stati Federati di Micronesia nelle Isole Caroline.
Sono composte dagli atolli Fono, Weno, Fefen, Parem, Siis, Tonoas e Uman. Amministrativamente sono suddivise in due distretti:
- Nomoneas Settentrionali
- Nomoneas Meridionali